# Noam Behr
Noam Behr (Tel Aviv, 13 ottobre 1975) è un ex tennista israeliano.

## Carriera
In carriera ha raggiunto in doppio la 109ª posizione della classifica ATP, mentre in singolare ha raggiunto il 127º posto.
In Coppa Davis ha disputato un totale di 13 partite, ottenendo 6 vittorie e 7 sconfitte.

## Statistiche

### Doppio

#### Finali perse (1)
| Numero | Anno            | Torneo                  | Superficie | Compagno    | Avversari in finale            | Punteggio |
| 1.     | 21 ottobre 1996 | Tel Aviv Open, Tel Aviv | Cemento    | Eyal Erlich | Marcos Ondruska Grant Stafford | 3-6, 2-6  |